# Bonjour Gribouille
Pour les articles homonymes, voir Gribouille.
Bonjour Gribouille ou simplement Gribouille  est une série télévisée française en 120 épisodes de trois minutes environ, créée par Denis Dugas et diffusée à partir de 1976 sur TF1 dans l'émission L'Île aux enfants.

## Synopsis
Bonjour Gribouille est une séquence intercalaire mettant en scène une marionnette nommée Gribouille, installée à son pupitre et qui exécute les dessins que son amie « la voix » lui demande. Malgré les protestations de cette dernière, Gribouille parvient, contre toute attente, à réaliser le dessin demandé.

## Fiche technique
- Titre : Bonjour Gribouille ; Gribouille (titre alternatif)

- Création : Denis Dugas
- Musique : Gil Slavin

- Pays :  France
- Langue : français
- Nombre d'épisodes :120

- Durée : 3 minutes

- Date de première diffusion : 1976 sur TF1

## Distribution (voix)
- Sylvie Deniau puis Cécile Grandin : La voix

## Production
Gribouille est une marionnette dessinée, créée et manipulée par Denis Dugas. Fabriquée en mousse sculptée, puis floquée, elle possède un système qui permet au personnage de dessiner et de bouger les yeux.
Avec La Linea et La Noiraude, Gribouille est une des séquences préférées des enfants[réf. nécessaire]. 

## Série dérivée
En 2010, la sociéré OSIBO signe un contrat d'exclusivité pour la licence Gribouille. En 2013, elle lance la production d'une série d'animation en partenariat avec la société de production Moving Puppet et Planet Nemo Animation, diffusée sur Canal+ Family à partir de février 2015. Les personnages mêlent marionnettes et images de synthèses en animation 3D.   